# باب ترنبول
باب ترنبول (انگلیسی: Bob Turnbull) (زاده ۲۲ ژوئن ۱۸۹۴ - درگذشته ۱۹۴۶) بازیکن فوتبال اهل اسکاتلند بوده است.
وی سابقه عضویت در تیم‌های آرسنال، چارلتون، چلسی و کریستال پالاس را در کارنامه دارد.